# Alexandru Macedonski
Alexandru Macedonski (pronuncia rumena: [alekˈsandru mat͡ʃeˈdonski]; Bucarest, 14 marzo 1854 – Bucarest, 24 novembre 1920) è stato un poeta, romanziere, drammaturgo e critico letterario rumeno, noto soprattutto per aver promosso il simbolismo francese nel suo paese natale e per aver guidato il Movimento Simbolista Rumeno durante i suoi primi decenni.

## Biografia

### Primi anni
La famiglia paterna del poeta era arrivata in Valacchia all'inizio del XIX secolo. Di origine slava meridionale (serba o bulgara), sostenevano di discendere dagli insorti serbi nella Macedonia dominata dagli ottomani. Il nonno di Alexandru, Dimitrie e il fratello di Dimitrie, Pavel, parteciparono alla rivolta del 1821 contro l'amministrazione Phanariote e in alleanza con i Filiki Eteria; La madre di Macedonski, Maria Fisența (anche Vicenț o Vicența), proveniva da un ambiente aristocratico. Attraverso suo padre, Macedonski potrebbe inoltre discendere da immigrati russi.

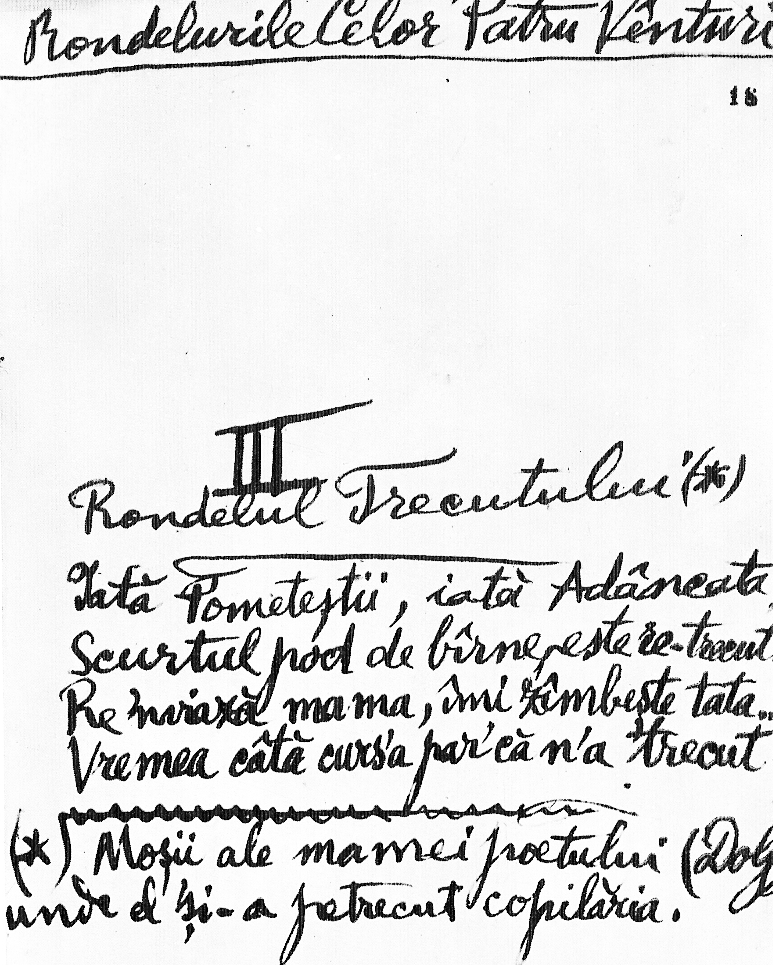
Versione manoscritta di una delle ultime poesie di Macedonski, che fa riferimento alle proprietà della sua famiglia nella valle di Amaradia

Nato a Bucarest, Macedonski era il terzo di quattro fratelli. Prima dei sei anni, era un bambino malaticcio e nervoso, che si dice avesse avuto periodici scoppi d'ira.  Nel 1862, suo padre lo mandò a scuola in Oltenia e trascorse la maggior parte del tempo nella regione di Amaradia. In seguito frequentò la Carol I High School di Craiova fino al 1867. 
Il padre di Macedonski era noto come un comandante autoritario e, durante il suo soggiorno a Târgu Ocna, dovette affrontare un ammutinamento che solo sua moglie riuscì a fermare supplicando i soldati (un episodio che fece impressione sul futuro poeta). Genitore severo, prese parte attiva all'educazione dei suoi figli. Dopo aver lavorato brevemente come ministro della Difesa, il generale fu misteriosamente licenziato da Cuza nel 1863 e la sua pensione divenne oggetto di uno scandalo politico. Finì solo sotto il governo di Carlo I, successore degli Hohenzollern di Cuza, quando il Parlamento votò contro l'aumento della somma al livello richiesto dal suo destinatario. Avendo conservato un'impressione negativa del plebiscito del 1866, durante il quale la detronizzazione di Cuza era stata confermata. Dopo aver trascorso gli ultimi mesi della sua vita a protestare contro le autorità, il padre di Macedonski si ammalò e morì nel settembre 1869, lasciando la sua famiglia nella convinzione che fosse stato assassinato da rivali politici.
Macedonski lasciò la Romania nel 1870, viaggiando attraverso l'Austria-Ungheria e trascorrendo del tempo a Vienna, prima di visitare la Svizzera e forse altri paesi; secondo un racconto, è stato qui che potrebbe aver incontrato per la prima volta il suo poeta rivale Mihai Eminescu, un tempo studente viennese. La visita di Macedonski doveva essere la preparazione per entrare all'Università di Bucarest, ma trascorse gran parte del suo tempo in un ambiente bohémien, in cerca di intrattenimento e impegnandosi in scappatelle romantiche. Era comunque contrario alle scelte di vita delle persone della sua età, sostenendo che erano impegnate in "orgia dopo orgia". Intorno a quella data, il giovane autore aveva iniziato a perfezionare uno stile fortemente influenzato dal romanticismo, e in particolare dai suoi predecessori valacchi Dimitrie Bolintineanu e Ion Heliade Rădulescu.
L'anno successivo partì per l'Italia, dove visitò Pisa, Firenze, Venezia e forse altre città. Macedonski ha anche affermato di aver frequentato lezioni universitarie in queste città e di aver trascorso molto tempo a studiare all'Università di Pisa, ma questo rimane incerto. Alla fine tornò a Bucarest, dove entrò nella Facoltà di Lettere (che non frequentò mai regolarmente). Secondo Călinescu, Macedonski "non ha sentito il bisogno" di frequentare le lezioni, perché "un tale giovane si aspetta che la società gli renda i suoi omaggi". Fu di nuovo in Italia nella primavera del 1872, subito dopo aver pubblicato il suo volume d'esordio Prima verba (latino per "Prima parola"). Avendo anche scritto un pezzo anti-Carol, pubblicato su Telegraful Român durante il 1873, Macedonski avrebbe temuto rappresaglie politiche, e decise di fare un'altra visita in Stiria e in Italia mentre il suo caso veniva valutato. Fu in Italia che conobbe il musicologo francese Jules Combarieu, con il quale, nei decenni successivi, intrattenne una corrispondenza sporadica.

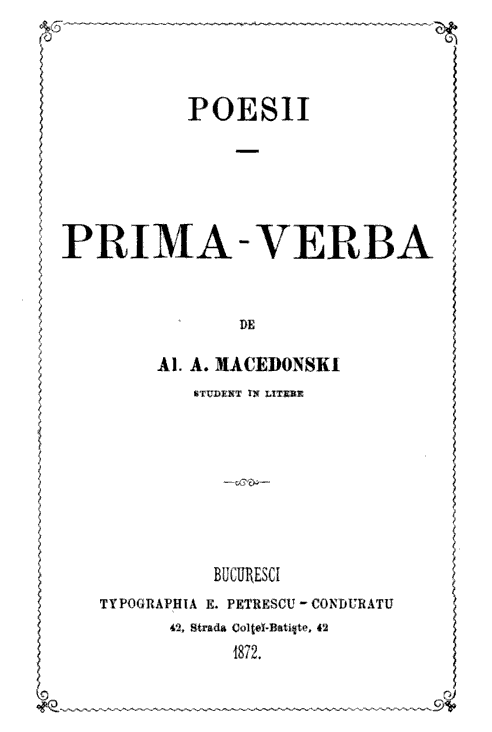
Prima pagina di Prima verba, 1872

In quel periodo, Macedonski si interessò alla scena politica e al giornalismo politico, prima come simpatizzante della corrente liberal-radicale che, nel 1875, si organizzò attorno al Partito Liberale Nazionale. Nel 1874, di nuovo a Craiova, Macedonski fondò una società letteraria di breve durata nota come Junimea, un titolo che volutamente o inconsapevolmente copiava quello dell'influente associazione conservatrice con cui avrebbe poi litigato. Fu allora che incontrò il giornalista e pedagogo Ștefan Velescu, un incontro testimoniato dall'allievo di Velescu, il futuro giornalista liberale Constantin Bacalbașa, che lo registrò nelle sue memorie. La rivista Oltul, che aveva contribuito a stabilire e che mostrava un'agenda liberale, continuò a essere pubblicata fino al luglio 1875, e conteneva le traduzioni di Macedonski di Pierre-Jean de Béranger, Hector de Charlieu e Alphonse de Lamartine.
Nel marzo 1875, Macedonski fu arrestato con l'accusa di diffamazione  e sedizione. Perché quasi un anno prima, lui e Oltul avevano preso parte attiva alla campagna contro il partito conservatore e il suo leader, il premier Lascăr Catargiu. In questo contesto, aveva chiesto all'uomo comune "di alzarsi con le armi in mano e rompere sia gli agenti del governo sia il governo", facendo seguito a messaggi simili diretti al Domnitor. Fu portato nella prigione di Văcărești vicino a Bucarest, e rinchiuso lì per quasi tre mesi. Supportato dalla stampa liberale e difeso dai più prestigiosi avvocati filo-liberali (tra cui Nicolae Fleva), Macedonski affrontò un processo, venendo infine scagionato dalle accuse.

### Anni 1880
Con gli anni ottanta dell'Ottocento arrivò una svolta nella carriera di Alexandru Macedonski. Vianu osserva che sono avvenuti dei cambiamenti nel rapporto del poeta con il suo pubblico: "La società riconosce in lui l'anticonformista. [...] L'uomo diventa singolare; la gente inizia a parlare delle sue stranezze".  La presunta frustrazione di Macedonski per essere percepito in questo modo, osserva Vianu, potrebbe averlo portato più vicino all'idea di poète maudit, teorizzata in precedenza da Paul Verlaine.  In questo contesto, aveva puntato a promuovere la "poesia sociale", la fusione tra lirismo e militanza politica. Nel frattempo, secondo Călinescu, i suoi attacchi ai liberali e gli "insulti sciocchi che mirava al trono [della Romania]" avevano effettivamente rovinato le sue possibilità di avanzamento politico. 
Nel gennaio 1880 lanciò la sua pubblicazione più influente e longeva, Literatorul , che fu anche il punto focale del suo eclettico circolo culturale e, negli anni successivi, della locale scuola simbolista. Nella sua prima versione, la rivista è stata co-curata da Macedonski, Bonifaciu Florescu e il poeta Th. M. Stoenescu. Florescu si separò dal gruppo subito dopo, a causa di un disaccordo con Macedonski, e in seguito fu attaccato da quest'ultimo per presunta accumulazione di incarichi accademici. Literatorul mirava a irritare la sensibilità giuimista sin dal suo primo numero, quando dichiarava la sua avversione per il "pregiudizio politico nella letteratura". Questa era molto probabilmente un'allusione alle opinioni della figura giunimista Titu Maiorescu, che in seguito fu accompagnata da attacchi espliciti a lui e ai suoi seguaci.  Uno dei primi successi per il nuovo giornale fu la calorosa accoglienza ricevuta da Vasile Alecsandri, un poeta romantico e occasionale Junimist che Macedonski idolatrava all'epoca, e la collaborazione del popolare memorialista Gheorghe Sion. Nel 1881, ministro dell'istruzione Urechia concesse a Macedonski la medaglia Bene-Merenti di 1ª classe,  sebbene, sottolinea Călinescu, il poeta avesse totalizzato solo 18 mesi di servizio pubblico.  In quel periodo, Macedonski aveva presumibilmente iniziato a corteggiare l'attrice Aristizza Romanescu, che rifiutò le sue avances, lasciandolo poco entusiasta delle questioni amorose e riluttante a cercare compagnia femminile. Parallelamente, Macedonski utilizzò la rivista per pubblicizzare il suo disaccordo con la voce principale dei Junimisti, Convorbiri Literare. Tra il gruppo di collaboratori, diversi erano già stati vittime dell'ironia di Maiorescu: Sion, Urechia, Pantazi Ghica e Petru Grădișteanu. Nel novembre 1880, la commedia di Macedonski Iadeș! ("Wishbone!", Una commedia stampata per la prima volta nel 1882) e Unchiașul Sărăcie ("Old Man Poverty") furono presentati per la prima volta al Teatro Nazionale di Bucarest. Tuttavia, entrambe le commedie non riuscirono a imporsi alla percezione pubblica e furono ritirate dal programma nel 1888.  Călinescu asserisce che, sebbene Macedonski in seguito affermò di aver sempre affrontato la povertà, il suo lavoro nell'amministrazione, insieme ad altre fonti di guadagno, gli assicurarono un'esistenza confortevole. Nel 1881, Macedonski pubblicò una nuova raccolta di poesie, intitolata Poezii, datata "1882" sulla copertina originale. Di nuovo allontanandosi dal liberalismo, Macedonski cercò di farsi accettare da Junimea e Maiorescu.  Di conseguenza partecipò alle sessioni di Junimea e diede una lettura pubblica di Noaptea de noiembrie ("La notte di novembre"), il primo pezzo pubblicizzato nel suo ciclo di notti intere.

### Anni '90 del 1800
Macedonski tornò con un nuovo volume di poesie, Excelsior (edizioni consecutive nel 1895 e 1896),  e fondò Liga Ortodoxă ("La Lega ortodossa"), una rivista nota per aver ospitato il debutto di Tudor Arghezi, in seguito una delle figure più celebri della letteratura rumena.  Macedonski lodò il suo nuovo protetto per aver raggiunto "il vertice della poesia e dell'arte" in "un'età in cui stavo ancora chiacchierando versi".  Liga Ortodoxă ospitò anche articoli contro Caragiale, che Macedonski firmò con lo pseudonimo di Sallustiu (" Sallustius "). La rivista è stata un'ulteriore prova del ritorno di Macedonski al conservatorismo, e in gran parte dedicata alla difesa della causa del metropolita ortodosso rumeno Ghenadie , deposto dal Sinodo rumeno a seguito di uno scandalo politico.
Nel 1895, la sua Casa cu nr. 10 è stato tradotto in francese dal Journal des Débats, i cui editori, secondo quanto riferito, l'hanno trovato pittoresco. Due anni dopo, lo stesso Macedonski pubblicò traduzioni in lingua francese delle sue precedenti poesie con il titolo Bronzi, un volume preceduto dal suo discepolo, il critico e promotore Alexandru Bogdan-Pitești. Sebbene sia stato recensito positivamente dalla rivista Mercure de France,  Bronzes passò in gran parte inosservato dal pubblico francese, un fatto che Tudor Vianu attribuì alla mancanza di qualificazione di Bogdan-Pitești per la missione culturale di cui Macedonski si era fidato di lui.

### Ultimi anni di vita
Literatorul riprese la stampa nel 1918, una volta che la Romania capitolò agli imperi centrali in virtù del trattato di Bucarest.  Un incidente controverso si verificò poco dopo, quando, contro il consiglio del suo amico e collaboratore Stamatiad, Macedonski firmò un articolo di Literatorul in cui fu presentato l'amministratore militare tedesco August von Mackensen, che stava per condurre le sue truppe fuori dalla Romania, in una luce positiva.  In un modo ritenuto "eccessivo" dallo storico Lucian Boia, lo scrittore rumeno stava rendendo omaggio non solo a Mackensen ma anche, indirettamente, all'imperatore tedesco Guglielmo II e alla Reichsheer.  Subito dopo aver letto il pezzo, Ovid Densusianu , membro dell'Accademia rumena e collega promotore simbolista, ha ritirato la candidatura di Macedonski per un seggio all'Accademia.  Durante l'estate, Macedonski si unì anche al gruppo di personaggi pubblici che salutarono l'anziano conservatore germanofilo Petre P. Carp (ritenendo Carp "il veterano del carattere, dell'onestà e del rumeno"), e, a settembre, si unirono a Ioan Slavici e Gala Galaction come collaboratore della rivista di occupazione Rumänien a Wort und Bild, dove profetizzava una "rinascita politica" antifrancese della Romania. 
Alexandru Macedonski dovette affrontare problemi dopo che il governo rumeno riprese il controllo su Bucarest e durante i primi anni della Grande Romania. Ciò che seguì l'articolo di Mackensen, afferma Vianu, fu il bellum contra omnes ("guerra contro tutti") di Macedonski .  Tuttavia, il poeta si sforzò di adattarsi al ritorno trionfale delle autorità di Iași: nel dicembre 1918, Literatorul celebrò l'estensione del dominio rumeno "dal Tisza al Dniester " come un successo dei liberali nazionali, rendendo omaggio ai leader politici francofili Ion IC Brătianu e Take Ionescu. Macedonski prevedeva anche di candidarsi alle elezioni del 1918 per un seggio nel nuovo Parlamento (che avrebbe dovuto votare un documento per sostituire la Costituzione del 1866 come legge organica), ma non registrò mai la sua candidatura.  Secondo Vianu, aveva intenzione di creare un partito politico scherzoso , il "gruppo intellettuale", il cui altro membro era un suo conoscente senza nome.  Literatorul fu ripreso per l'ultima volta nel 1919. 
La sua salute peggiorò a causa di malattie cardiache, descritte da Vianu come un effetto del fumo costante.  A quel punto, ricorda Vianu, anche Macedonski aveva problemi a fare i conti con la sua età.  La sua ultima opera antumatica fu l'opuscolo Zaherlina (dal nome della versione rumena di " Zacherlin "; noto anche come Zacherlina o Zacherlina în continuare, "Zacherlin Contd."), completato nel 1919 e pubblicato l'anno successivo.  Attaccò in particolare Densusianu, che era diventato il nemico personale di Macedonski. Alcuni altri testi polemici che aveva scritto in tarda età videro la stampa solo dopo la sua morte, sotto il titolo Mustrări postume către o generaie neînțelegătoare ("Rimproveri postumi per una generazione ottusa"). 

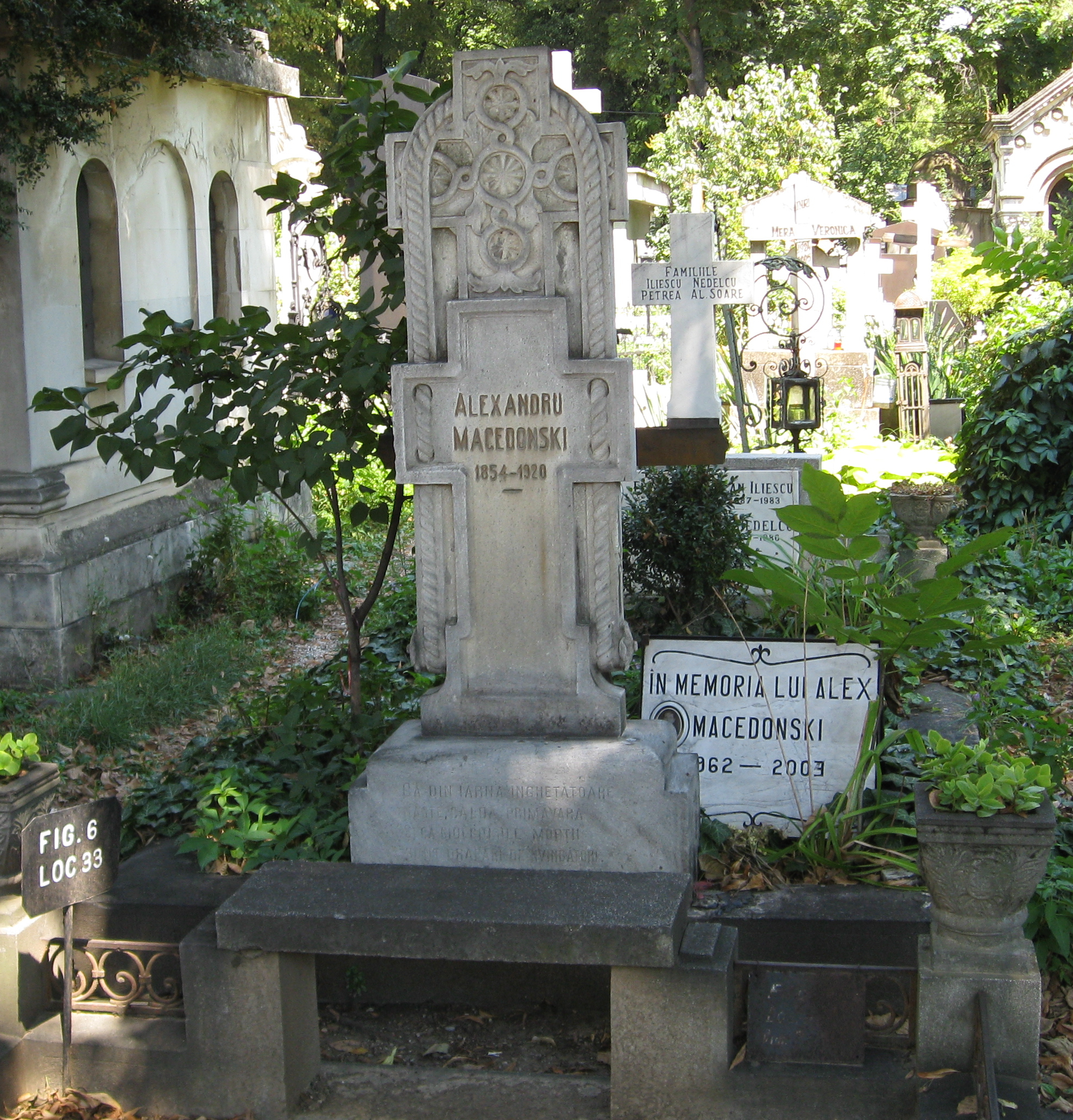
La tomba di Macedonski nel cimitero Bellu di Bucarest

Il 1920 fu anche l'anno in cui il gabinetto del Partito popolare tentò di mandarlo in pensione dal suo ufficio presso la Commissione per i monumenti storici, ma la protesta pubblicizzata dei colleghi scrittori di Macedonski a Bucarest lo fece riconsiderare.  Confinato a casa sua dalla malattia e dalla vecchiaia, Macedonski scriveva ancora poesie, alcune delle quali più tardi conosciute come la sua Ultima verba ("Ultime parole").  Lo scrittore morì il 24 novembre, alle tre del pomeriggio.  Essendo arrivato a sviluppare una dipendenza dalle fragranze floreali, durante le sue ultime ore stava inalando un estratto di petali di rosa.  Fu sepolto nel Bellu di Bucarest.

## Pensiero dell'autore

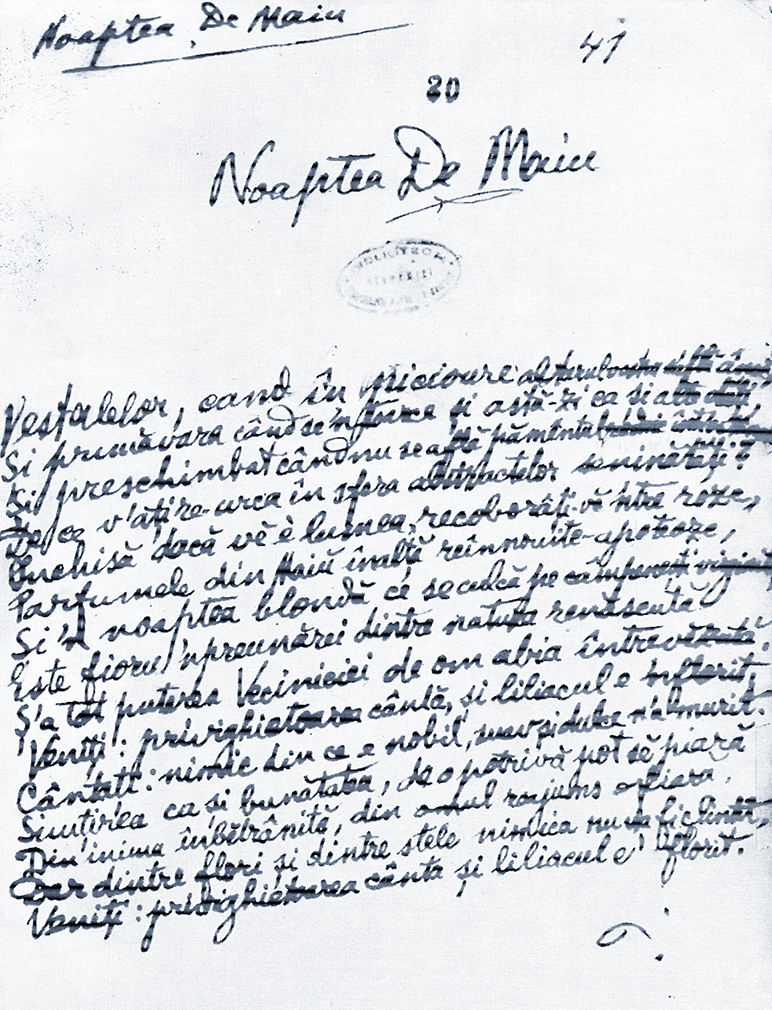
Manoscritto di Macedonski per Noaptea de mai (intorno al 1887)

Sebbene Alexandru Macedonski abbia cambiato frequentemente il suo stile e le sue opinioni sulle questioni letterarie, una serie di costanti sono state tracciate in tutta la sua opera. Pertanto, una percezione comune è che la sua letteratura avesse un aspetto fortemente visivo, il concetto essendo condensato nella definizione di Macedonski da parte di Cincinat Pavelescu : "Poeta, quindi pittore; pittore, quindi poeta".  Traian Demetrescu ha ricordato che il suo mentore aveva sognato di diventare un artista visivo, e alla fine si era deciso a trasformare suo figlio Alexis in uno di loro.  Questo approccio pittorico alla scrittura creò parallelismi tra Macedonski e i suoi contemporanei tradizionalisti Vasile Alecsandri e Barbu Ștefănescu Delavrancea. 
Seguendo i principi di Dimitrie Bolintineanu e Théophile Gautier, lo scrittore ha ripetutamente invocato la purezza nella versificazione, sostenendola come un requisito essenziale, cercando progressivamente di verificare la qualità della sua poesia attraverso la fonestetica. Una caratteristica dello stile di Macedonski è il suo uso inventivo del rumeno . Inizialmente influenzato dall'introduzione da parte di Ion Heliade Rădulescu di parole di origine italiana nel lessico rumeno, lo stesso Macedonski in seguito ha infuso nel linguaggio poetico una vasta gamma di neologismi da diverse fonti romanze . Allo stesso modo, osserva Vianu, Macedonski aveva la tendenza a confrontare la natura con l'artificiale, essendo questo un "documento" dei suoi valori.  Il linguaggio di Macedonski alternava neologismi a barbarie , molte delle quali furono coniate da lui personalmente.  Includono claviculat (" clavicolato ", applicato a una spalla), împălăriată ("enhatted", usato per definire una folla di turisti con il cappello),  e ureichii (invece di urechii , "all'orecchio" o "dell'orecchio").  Sue narrazioni tuttavia si interessano alla registrazione di discorsi diretti. Tuttavia, Călinescu critica Macedonski per aver usato una lingua che, "sebbene grammaticalmente corretta [...], sembra essere stata appresa solo di recente", così come per non aver seguito altri scrittori rumeni nella creazione di uno stile poetico duraturo. 
La fede dello scrittore negli effetti della pura forza di volontà, in particolare presente nei suoi commenti su argomenti esoterici, era essa stessa una caratteristica distintiva della sua prospettiva sulla letteratura. Nel 1882 scrisse sulla progressione nella propria carriera: "Siamo tutti poeti alla nascita, ma solo coloro che si plasmano attraverso lo studio diventeranno poeti".  Vianu, che rileva l'"esclusività" e il "fanatismo" di Macedonski, pone tali dichiarazioni in connessione con l'ambizione personale,       l'"orgoglio" e la "volontà di compiere azioni azzardate" di Macedonski, in dichiarata opposizione all'intero circostante e con disprezzo per la reazione prevedibile". 
Quasi tutti i periodi del lavoro di Macedonski riflettono, in tutto o in parte, la sua personalità pubblica e le polemiche in cui fu coinvolto. George Călinescu emette un verdetto sulla relazione tra la sua notorietà di una vita e l'effettiva consapevolezza del pubblico per il suo lavoro: "Macedonski era un poeta noto per essere un poeta sconosciuto".  Secondo il critico letterario Matei Călinescu, gli aspetti innovativi del suo impatto sulla letteratura rumena non erano tanto legati alla sua "ideologia letteraria", quanto al suo "spirito contraddittorio" e al suo "anticonformismo essenziale".  Tuttavia, unità dialettica "attraverso le sue opinioni sull'arte, in particolare avendo sostenuto che la poesia doveva essere guidata da "un'idea".  Avendo teorizzato una volta, mettendo in discussione il rigore giunimista, che "la logica della poesia è l'assurdità stessa",  il poeta disse anche: "La poesia è il caos dello spirito e della materia, delle grida di angoscia e delle risate folli. Dal sublime al banale, ecco come dovrebbe essere. "In seguito ha rivisto parte di questo verdetto e, rendendo esplicita la sua adozione dell'estetismo, ha parlato contro argomenti banali e a favore del sublime. 
Sebbene Macedonski abbia anche scartato il concetto di "poesia sociale" non molto tempo dopo averlo postulato, il suo spirito, ritiene Tudor Vianu, può ancora essere trovato nei suoi successivi contributi. Ciò, osserva il critico, era dovuto al suo "temperamento sociale", la cui "esperienza fondamentale è quella del sociale".  Discutendo di questo carattere socievole ed estroverso, altri critici vedono nella vita e nel lavoro del poeta l'impronta del "donchisciottismo".  Anche secondo Vianu, questo contrastava con i fallimenti di Macedonski nel comunicare con il pubblico, un'esperienza che lo rese "misantropico" e contribuì alla sua visione ultima della morte come libertà. Ha concluso: "Macedonski non poteva dimettersi; il suo unico martirio era per l'Arte, come unica liberazione da una vita tormentata".  Altri commentatori hanno definito la prospettiva del poeta sulla vita come risultato di "nevrosi". 
Nella prospettiva di Vianu, la posizione di Macedonski è dominata da un misto di nostalgia, sensualità, immagini lugubri-grottesche e "la mancanza di timidezza per i sentimenti antisociali" che complementa il suo sarcasmo. Rispetto a quest'ultima caratteristica, Vianu osserva "nessuno nella letteratura rumena ha riso allo stesso modo di Macedonski",  mentre il critico Ștefan Cazimir sostiene: "[Macedonski era] privo del senso della relatività nei principi, e implicitamente di un senso dell'umorismo ". Cazimir aggiunge: "Solo quando è invecchiato [Macedonski] ha imparato a sorridere". Lo stesso George Călinescu crede che Macedonski sia stato "fondamentalmente un uomo spirituale con molto umorismo", ipotizzando di essere stato in grado di vedere l'"inutilità" delle sue imprese scientifiche. 
I critici notano che, mentre Macedonski progrediva da una fase all'altra, il suo lavoro oscillava tra la realizzazione artistica e la mediocrità. Tudor Vianu crede che il "fallimento nel raggiungere l'originalità" e la dipendenza dagli "attributi convenzionali del giorno" siano particolarmente evidenti ovunque Macedonski cercasse di emulare la poesia epica.  Nota anche che i pezzi a tema d'amore di Macedonski "non possono essere elencati tra i [suoi] più fortunati".  Al suo meglio, notano i commentatori, era uno dei classici della letteratura rumena. Macedonski è quindi percepito come l'autore secondo solo a Eminescu, e come la sua controparte ideale, una relazione che Vianu descrive come "[affrontare] due divinità familiari". Vari critici hanno paragonato il discorso poetico di Eminescu con quello del leader simbolista, concludendo che i due poeti spesso mostrano atteggiamenti molto simili. Călinescu scrive che, mentre il lavoro di Macedonski è largamente inferiore a quello del suo rivale Junimista, costituisce la migliore "risposta" mai concepita all'interno del loro ambiente comune.

## Opere
- Prima verba (poesia, 1872)
- Ithalo (poesia, 1878)
- Poezii (poesia, 1881/1882)
- Parizina (traduzione di Parisina , 1882)
- Iadeș! (commedia, 1882)
- Dramă banală (racconto, 1887)
- Saul (con Cincinat Pavelescu ; tragedia, 1893)
- Excelsior (poesia, 1895)
- Bronzi (poesia, 1897)
- Falimentul clerului ortodox (saggio, 1898)
- Cartea de aur (prosa, 1902)
- Thalassa, Le Calvaire de feu (romanzo, 1906; 1914)
- Flori sacre (poesia, 1912)
- Zaherlina (saggio, 1920)